# L'umanità (film)
L'umanità (L'Humanité) è un film del 1999 scritto e diretto da Bruno Dumont, vincitore del Grand Prix Speciale della Giuria e di entrambi i premi per l'interpretazione al 52º Festival di Cannes.

## Trama
Un poliziotto, Pharaon De Winter, sta indagando sullo stupro e omicidio di una bambina di 11 anni, avvenuto nelle campagne del Nord della Francia. All'indagine si sovrappone la difficile relazione con la vicina di casa, Domino, fidanzata con il suo amico Joseph e di cui Pharaon è segretamente innamorato. Finale enigmatico e a sorpresa.

## Produzione

### Cast
Dumont ha sempre preferito attori non professionisti per i suoi film. Per questo secondo lungometraggio si recò a Bailleul, dove il film è stato girato, per i casting. Presso gli sportelli di collocamento gli venne riferito che un soldato dell'Armée de l'Air disoccupato era interessato al progetto. Schotté ottenne il ruolo di Pharaon de Winter.

## Accoglienza
La critica cinematografica si divise aspramente, all'epoca, tra incoraggiamenti e critiche quando alla 52ª edizione del Festival di Cannes, la giuria, presieduta dal regista David Cronenberg, conferì i premi per le migliori interpretazioni femminile e maschile ai due interpreti non professionisti Schotté e Caneele, preferiti ad attori di maggior rilievo come Cecilia Roth o Bob Hoskins, entrambi candidati per le loro interpretazioni in, rispettivamente, Tutto su mia madre (Todo sobre mi madre) di Pedro Almodóvar e Il viaggio di Felicia (Felicia's Journey) di Atom Egoyan.

## Riconoscimenti
- Festival di Cannes 1999
  - Grand Prix Speciale della Giuria
  - premio per la miglior interpretazione femminile (Séverine Caneele)
  - premio per la miglior interpretazione maschile (Emmanuel Schotté)